# Ludwig Bonardy
Ludwig Anton Ferdinand Bonardy (* 22. Juni 1805 in Greiz; † 2. Februar 1881 ebenda) war ein deutscher Jurist und Politiker.
Bonardy besuchte die lateinische Stadtschule in Greiz und das Gymnasium in Gera und studierte von 1825 bis 1828 Rechtswissenschaften in Leipzig. Seit 1830 war er Amtsadvokat, von 1834 bis 1863 Regierungsadvokat in Greiz. Von 1863 bis 1871 war er Bürgermeister und danach Obergerichtsanwalt ebenda.
Bonardy war vom 18. Mai 1848 bis 24. Mai 1849 Mitglied der Frankfurter Nationalversammlung für Reuß älterer Linie in Greiz. Er war Mitglied der Fraktion Württemberger Hof. Er gehörte im Juni 1849 auch dem Gothaer Nachparlament an.